# Pàvlinovo
Pàvlinovo (en rus: Павлиново) és un poble de l'óblast de Kaluga, a Rússia, que en el cens del 2010 tenia 71 habitants, pertany al districte de Spas-Démensk.